# Matrimoni en fuga

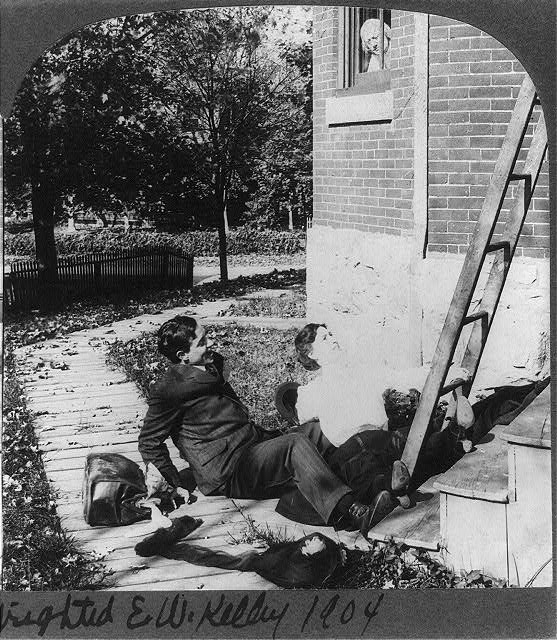
Una fotografia humorística i escenificada (datada cap al 1904) que representa un intent de matrimoni en fuga amb escala de Cliché a la futura habitació del pis de la núvia. La núvia ha caigut de l'escala, colpejant el seu promès i despertant el seu pare.

Matrimoni en fuga és un matrimoni realitzat de manera sobtada i en secret, que sol comportar una fugida precipitada lluny del lloc de residència junt amb la persona estimada amb la intenció de casar-se. En els matrimonis en fuga, la parella fugen junts i demanen el consentiment dels pares després, i es diferencien molt dels segrests de la núvia o del nuvi en els quals no hi ha consentiment de la núvia i/o del nuvi. El terme en anglès, elopement literalment, vol dir fugir i no tornar al punt d'origen.
En alguns casos moderns, la parella acorda fugir sota la disfressa d'un segrest de la núvia, presentant-ho als seus pares com un fet acordat. En la majoria dels casos, però, els homes que recorren a la captura d'una dona solen tenir un estatus social inferior, a causa de la pobresa, la malaltia, el mal caràcter o la criminalitat. De vegades es dissuadeixen de la idea a causa del pagament que fa la família de la dona, el preu de la núvia (no confondre amb el dot, pagat per la família de la dona).

## Matrimonis en fuga moderns
A mesura que els mil·lenaris envelleixen, esperen més temps per casar-se que les generacions anteriors. A més, el 91% dels mil·lenaris que planegen el futur matrimoni consideren el matrimoni en fuga, i tres de cada cinc mil·lenaris anteriorment casats ho evitarien si ho haguessin de tornar a fer. L'augment de les cerques d'idees de fotografia del matrimoni en fuga a Pinterest va augmentar un 128% el 2019, amb altres termes relacionats com "Matrimoni en fuga a l'ajuntament" i "Matrimoni en fuga al bosc" que també van augmentar el volum.

### Definició moderna
Alguns consideren el matrimoni en fuga com una experiència nupcial intencionalment petita i íntima que permet posar més èmfasi en el compromís entre la parella.
En algunes ocasions, un matrimoni en fuga es celebra de manera que els compleix i els inspiri a crear un bonic dia amb la parella que puguin tornar a mirar per sempre.

## Exemples

### Regne Unit
A Anglaterra, el requisit legal del matrimoni religiós és la "publicació d'un ban" públic: els tres diumenges anteriors a la data prevista de la cerimònia, els capellans i els noms de cada parella que pretengui casar-los han de ser llegits en veu alta a la seva parròquia de residència o s'ha de fer la publicació d'una "Notificació d'intenció de casar-se" a l'oficina de registre de cerimònies civils. Per evitar aquesta llei, cal obtenir una llicència especial de l'Arquebisbe de Canterbury, o bé fugir a algun lloc que la llei no s'aplica. Per als matrimonis civils, els avisos s'han de publicar durant 28 dies a l'oficina de registre corresponent.

### Filipines
A les Filipines, el matrimoni en fuga es diu "tanan". Tanan és una pràctica de llarga tradició en la cultura filipina quan una dona abandona casa seva sense el permís dels seus pares per viure una vida amb la seva parella. Normalment es llevarà durant les hores nocturnes i l'esperarà el seu amant a prop, que després se l'emportarà a un lloc fora del seu origen. L'endemà al matí, els pares inquiets es mostraran sorpresos en desconèixer el parador de la seva filla. Tanan es produeix sovint com a conseqüència d'un matrimoni imminent i concertat o desafiant el gust dels pares per un pretendent preferit.

### Indonèsia
A Indonèsia, el matrimoni en fuga es considera com "kawin lari" o en traducció literal, matrimoni en cursa ("kawin", significa matrimoni en argot local i "lari" significa córrer). Això passa si el nuvi o la núvia no obtinguessin el permís per casar-se entre ells. Com que Indonèsia és un país religiosament estricte, una parella no es podia casar sense el consentiment del progenitor (o el proper parent més proper), per tant, poques vegades es practicava. Així, la majoria de parelles indonèsies que es fan amb el matrimoni en fuga sovint acaben casant-se sense que el govern en reconegui/registri el matrimoni.

### Àsia occidental
A la societat assíria, el matrimoni en fuga ("Jelawta" o "Jenawta") contra la el permís dels pares donava molta mala reputació i rarament es practicava. Al segle xix i principis del segle xx, els assiris havien protegit durament les seves dones del segrest i també del matrimoni en fuga consensuat, sobretot quan es tractava de relacions amb els seus veïns kurds, els azeris i els turcs, que segrestarien les dones assíries i les casarien, en alguns casos per la força, o les convertirien a l'islam.